# Ронгинское сельское поселение
Ронгинское се́льское поселе́ние — муниципальное образование в Советском районе Марий Эл Российской Федерации.
Административный центр — село Ронга.

## История
Статус и границы сельского поселения установлены Законом Республики Марий Эл от 18 июня 2004 года № 15-З «О статусе, границах и составе муниципальных районов, городских округов в Республике Марий Эл».
Состав сельского поселения установлен Законом Республики Марий Эл от 28 декабря 2004 года № 62-З «О составе и границах сельских, городских поселений в Республике Марий Эл».
В 2009 году в состав Ронгинского сельского поселения были включены 12 населённых пунктов (село Чкарино, посёлок Зеленый и 10 деревень Великополье, Горная Поляна, Егошино, Кундуштур, Купшульсола, Кукшумбал, Ошмаенер, Памашсола, Рошня, Шуледур и Шуля Ярамор), ранее входивших в состав упразднённого Чкаринского сельского поселения.

## Население
| 2010  | 2011  | 2012  | 2013  | 2014  | 2015  | 2016  |
| ----- | ----- | ----- | ----- | ----- | ----- | ----- |
| 3695  | ↘3689 | ↘3594 | ↘3521 | ↘3504 | ↘3494 | ↘3443 |
| 2017  | 2018  | 2019  | 2020  | 2021  | 2023  |       |
| ↘3434 | ↘3392 | ↘3319 | ↘3255 | ↗3317 | ↘3257 |       |

## Состав сельского поселения
| №  | Населённый пункт | Тип населённого пункта       | Население |
| -- | ---------------- | ---------------------------- | --------- |
| 1  | Большой Ашламаш  | деревня                      | 82        |
| 2  | Великополье      | деревня                      | 307       |
| 3  | Горная Поляна    | деревня                      | 49        |
| 4  | Егошино          | деревня                      | 0         |
| 5  | Зелёный          | посёлок                      | 351       |
| 6  | Кожласола        | деревня                      | 41        |
| 7  | Кораксола        | деревня                      | 120       |
| 8  | Кугенер          | деревня                      | 238       |
| 9  | Кукшумбал        | деревня                      | 1         |
| 10 | Кундуштур        | деревня                      | 53        |
| 11 | Кундуштур        | посёлок                      | 13        |
| 12 | Кундушумбал      | деревня                      | 104       |
| 13 | Купшульсола      | деревня                      | 2         |
| 14 | Кюрсола          | деревня                      | 35        |
| 15 | Малый Ашламаш    | деревня                      | 133       |
| 16 | Ошмаенер         | деревня                      | 1         |
| 17 | Памашсола        | деревня                      | 1         |
| 18 | Петрушкино       | деревня                      | 35        |
| 19 | Ронга            | село, административный центр | 1333      |
| 20 | Рошня            | деревня                      | 7         |
| 21 | Чевернур         | деревня                      | 17        |
| 22 | Чкарино          | село                         | 607       |
| 23 | Шуледур          | деревня                      | 80        |
| 24 | Шуля Ярамор      | деревня                      | 2         |
| 25 | Шумисола         | деревня                      | 26        |
| 26 | Шургуял          | деревня                      | 38        |
| 27 | Якайсола         | деревня                      | 19        |